# Projekt Zlatý štít
Projekt Zlatý štít (čínsky: 金盾工程 ťin-tun kung-čcheng, anglicky: The Golden Shield Project) je projekt internetové cenzury a bezpečnosti informačních systémů vyvíjený Čínskou lidovou republikou. Jedná se v současnosti o nejkomplexnější projekt svého druhu na světě. Datum jeho spuštění se u jednotlivých zdrojů liší, jelikož ke spouštění docházelo ve vlnách. Obecně lze říci, že projekt byl postupně realizován od roku 2000.

## O projektu
Projekt Zlatý štít zahrnuje rozsáhlé systémy určené ke kontrole občanů, k monitorování a zabezpečení telekomunikačních sítí. Název projektu bývá často považován za synonymum pro Velký čínský firewall, to je ale pouze jedna z dílčích částí celého projektu. Další důležitou součásti je například národní informační centrum pro kriminalitu. Nejedná se tedy jen o pouhý firewall, ale o komplexní sledovací systém, který vládě mimo jiné umožňuje cenzurovat a blokovat specifické výsledky vyhledávání na internetu a monitorovat aktivitu jeho uživatelů. Zlatý štít je jedním ze 12 „zlatých“ projektů čínské vlády, které mají za cíl urychlit zavádění informačních technologií v různých oblastech fungování státu.

## Historický kontext
Internet do Číny dorazil v roce 1994. Jeho využívání od té doby exponenciálně rostlo a internet se postupně začal stávat hlavním komunikačním nástrojem. S nástupem internetu ovšem do Číny přišlo i potenciální riziko šíření západních ideologií, které nebyly (a nejsou) čínskou vládou žádané. To byl jeden z důvodů pro postupnou realizaci projektu Zlatý štít. Dalšími důvody jsou snaha o potlačení kriminality (v reálném světě i kyberprostoru) či omezení pornografického materiálu. Původně byl tento projekt zamýšlený především jako rozsáhlá databáze údajů, která má mj. zefektivnit práci policejních složek. Rapidní nárůst využívání internetu od doby jeho zavedení ale způsobil částečné přehodnocení tohoto záměru a projekt se rozšířil také o nástroje na filtrování obsahu.

## Realizace projektu Zlatý štít
Realizace projektu byla naplánována ve dvou fázích:

### 1. fáze
V první fázi projektu se jednalo především o výstavbu infrastruktury komunikačních sítí, tedy zavádění kabelové a bezdrátové komunikace, budování satelitní sítě atd. Realizace této fáze byla naplánována na roky 1999–2002, s ohledem na její náročnost ale došlo k prodloužení až do roku 2006.

### 2. fáze
Druhá fáze implementuje informační systémy do oblasti veřejné bezpečnosti, dochází k zavádění nových technologií a vytváření platforem pro jejich efektivní využití. Tato fáze byla naplánovaná na roky 2002-2004, k plnému zprovoznění došlo ale až v roce 2009.

## Funkce a mechanismy projektu

### Cenzura a monitorování dění na internetu
Součásti projektu je firewall, přezdívaný Velký čínský firewall (odkaz na Velkou čínskou zeď). Ten umožňuje čínské vládě mj. cenzurovat politicky citlivá témata. Firewall také blokuje přístup k některým zahraničním službám, jako je například Facebook, Twitter nebo YouTube. Z toho následně těží domácí společnosti, jelikož dochází k redukci jejich konkurence.
Čína zastává postoj tzv. internetové suverenity, převládá zde tedy názor, že stát má právo sám rozhodovat o dění na internetu a zasahovat do něj.
Systém také zahrnuje tzv. autocenzuru. Čínské společnosti jsou přímo zodpovědné za obsah, který je prostřednictvím jejich stránek zveřejňován. Je tak v jejich vlastním zájmu, aby jimi spravované portály neobsahovaly např. žádná politicky citlivá témata. Tomuto trendu se podřizují také některé velké západní společnosti, jako je například Google či Microsoft.

### Zabezpečení sítí
Projekt Zlatý štít zahrnuje nástroje pro internetovou bezpečnost, brání tak například hackerským útokům a napadení sítě počítačovými viry. Systém je také využíván pro šifrování a dešifrování obsahu, zabezpečení extranetu a intranetu, zabezpečení čipových karet apod.

### Databáze osobních údajů
Další ze složek projektu jsou rozsáhlé databáze osobních údajů využívaných například policií. Mezi uchovávané informace patří třeba fotografie občanů, informace o jejich zaměstnání, rodinných příslušnících, či politickém smýšlení. Uchovává se také historie procházení na internetu či emailová komunikace. Všechny tyto údaje jsou veřejným orgánům okamžitě k dispozici.

### Sledovací mechanismy
Stále více internetových služeb zavádí požadavek, aby byly při registraci účtu uživatelem použity pravé údaje (tj. skutečné jméno a příjmení dotyčného, dochází k deanonymizaci). Sledovací mechanismy projektu dále zahrnují zjišťování polohy pomocí geolokačních služeb nebo pokročilé skenování tváří prostřednictvím bezpečnostních kamer.

## Implementace Velkého čínského firewallu
Velký čínský firewall byl rozšiřován v několika hlavních fázích:

### 1. fáze
V první fázi je zavedeno blokování nežádoucích internetových domén a IP adres. Uživatelé se mnohdy musejí při přístupu na internet prokazovat svým průkazem totožnosti (např. v internetových kavárnách), dochází tedy k postupné deanonymizaci internetu. Systém dokáže vysledovat a zaznamenat konkrétní uživatele, kteří se na internetu dopustí rizikového chování.

### 2. fáze
Druhá fáze přináší filtrování obsahu na základě klíčových slov. Systém se naučil detekovat obsah stánek, které uživatelé navštěvují. Jsou cenzurovány položky obsahující výrazy jako „perzekuce”, „Tibet“ apod.

### 3. fáze
Ve 3. fázi je firewall vylepšen o zásadní funkci, kdy zvládá detekovat použití nástrojů VPN (virtuální privátní sítě) při procházení internetu. Ty byly předtím poměrně snadným řešením, jak Velký čínský firewall obejít. Vznikl seznam zakázaných VPN služeb, při jejichž použití firewall uživateli okamžitě přeruší pokus o připojení.

### 4. fáze
4. fáze projektu přináší kromě vylepšování technických kapacit firewallu i legislativní opatření. Používání většiny VPN se stává ilegálním. Veškeré nástroje tohoto typu musí být vládou buď licencované (pro komerční užití), nebo registrované u příslušných autorit (pro osobní užití). V uplynulých letech byly zaznamenány případy, kdy byli uživatelé nelegálních VPN za své počínání na několik let uvězněni.